# Iosíf Adamídis
Pour les articles homonymes, voir Adamídis.
Iosíf Adamídis (grec moderne : Ιωσήφ Αδαμίδης) est un homme politique grec.

## Biographie
Né à Korçë, en Épire du Nord, ainsi que la connaissent les Grecs, dans l'Albanie méridionale moderne, alors faisant partie de l'Empire ottoman, Adamídis est un des leaders du soulèvement anti-albanais de Korçë, en mars 1914. Pendant le mois de juillet suivant, il participe à l'assemblée de Delvinë, en tant que représentant de Korçë, où les délégués de la République autonome d’Épire du Nord ratifient le Protocole de Corfou. Ce dernier document, accorde un statut autonome à l’Épire du Nord, sous la souveraineté nominale albanaise.
Il est élu membre du Parlement grec (1915-1917) en tant que député de la préfecture de Korytsá, lorsque sa terre natale passe sous contrôle grec,.